# 1998 HA13
1998 HA13 är en asteroid i huvudbältet som upptäcktes den 29 april 1998 av NEAT vid Haleakalā-observatoriet.